# Schignano
Schignano là một đô thị ở tỉnh Como trong vùng Lombardia, có cự ly khoảng 50 km về phía bắc của Milano và khoảng 13 km về phía bắc của Como, on the border with Switzerland. Tại thời điểm ngày 31 tháng 12 năm 2004, đô thị này có dân số 950 người và diện tích là 10,2 km².
Đô thị Schignano có các frazioni (các đơn vị trực thuộc, chủ yếu là các làng) Almanno, Auvrascio, Molobbio, Occagno, Perla, Retegno, và Vesbio.
Schignano giáp các đô thị: Argegno, Brienno, Bruzella (Switzerland), Cabbio (Switzerland), Carate Urio, Casasco d'Intelvi, Cerano d'Intelvi, Dizzasco, Moltrasio.